# Davidson College
Pour les articles homonymes, voir Davidson.
Le Davidson College est un université privée d'enseignement supérieur d'arts libéraux située à Davidson, en Caroline du Nord, aux États-Unis.
Fondé en 1837 par le Concord Presbytery, l'établissement doit son nom à William Lee Davidson, général de la guerre d'indépendance tué lors de la bataille de Cowan's Ford (en) s'étant déroulée à proximité.

## Description
Davidson College est un établissement de premier cycle de quatre ans qui accueille 1 973 étudiants originaires de 50 États et territoires, de Washington D.C. et de 46 pays. Parmi ces étudiants, 95 % vivent sur le campus et 71 % étudient à l'étranger. Environ 25 % des étudiants sont membres des 21 équipes sportives militant au sein de la division I de la NCAA. Ces équipes ont pour surnom Wildcats et sont membres de l'Atlantic 10 Conference pour tous les sports, à l'exception du football américain et de la lutte respectivement membres de la Pioneer Football League et de la Southern Conference. 
Le campus principal de Davidson, d'une superficie de 269 ha, se situe dans une communauté suburbaine distante de 30 km au nord du centre-ville de Charlotte (Caroline du Nord). L'établissement exploite également un campus lacustre de 44,5 ha situé à proximité des rives du lac Norman. 
Davidson College propose 37 disciplines majeures et 39 disciplines mineures en arts libéraux, ainsi que d'autres programmes universitaires interdisciplinaires. La vie universitaire à Davidson est régie par un code d'honneur qui permet aux étudiants de passer des examens finaux libres et non surveillés,. 
Davidson College a diplômé 23 boursiers Rhodes et figure parmi les meilleurs établissements de premier cycle dont les diplômés bénéficient de bourses Fulbright,. 

## Histoire
Établissement d'enseignement supérieur de l'Église presbytérienne (USA), le Davidson College est fondé en 1837 par The Concord Presbytery à la suite de l'achat de 1,90 km2 de terres à William Lee Davidson II, qui revendiquait la possession d'au moins 25 esclaves dans le comté de Mecklenburg et 65 en Alabama. Davidson II possédait la plantation Beaver Dam à Davidson (Caroline du Nord), où vivaient et travaillaient environ 16 à 26 esclaves. William Lee Davidson II était le fils du général de brigade William Lee Davidson, commandant de la guerre d'indépendance ayant donné son nom à l'université. Les registres de l'église font état d'une réunion datée du 13 mai 1835 au cours de laquelle les membres du The Concord Presbytery ont planifié l'achat du terrain et la construction de l'établissement, les paiements fonciers étant fixés dès le 1er janvier de l'année suivante.
Les premiers diplômés de Davidson l'ont été en 1840, leurs diplômes portant le sceau du collège conçu par Peter Stuart Ney, considéré par certains comme étant Michel Ney, maréchal de Napoléon.
Dans les années 1850, Davidson surmonte des difficultés financières en instituant le « Plan de bourses », un programme qui permet aux candidats à Davidson d'acheter une bourse de 100 $, qui peut être échangée contre des frais de scolarité complets pour Davidson jusqu'aux années 1870. La situation financière du collège s'améliore considérablement en 1856 à la suite d'un don de 250 000 $ de Maxwell Chambers faisant de Davidson College, l'université la plus riche au sud de Princeton. Maxwell Chambers était connu pour avoir possédé un grand nombre d'esclaves. Le bâtiment Chambers érigé pour commémorer ce don est toujours le principal bâtiment universitaire du campus. Détruit le28 novembre 1921 par un incendie, il est reconstruit huit ans plus tard à la suite d'un financement de la famille Rockefeller.
En 1923, la section Gamma de Phi Beta Kappa en Caroline du Nord est créée à Davidson. Plus de 1 500 hommes et 500 femmes sont initiés à cette section. En 1924, James Duke crée le Duke Endowment, qui verse des millions de dollars à l'université. En 1954, le président de institut de technologie de Géorgie (Georgia Tech), Blake R. Van Leer (en), et le président de Davidson, John Rood Cunningham (en), mettent en place le premier programme conjoint d'ingénierie du genre.
À la suite d'un vote du 5 mai 1972, le conseil d'administration de l'université permet pour la première fois aux femmes de s'inscrire à Davidson en tant qu'étudiantes diplômées. Les femmes suivaient des cours dès les années 1860, mais ne bénéficiaient pas des privilèges liés à l'obtention d'un diplôme. Les premières femmes autorisées à étudier à Davidson sont les cinq filles de son président de l'époque, le révérend John Lycan Kirkpatrick. Elles ont été autorisées à suivre les cours afin d'augmenter le nombre d'étudiants pendant la guerre de Sécession. Marianna « Missy » Woodward, étudiante en art, devient la première femme à obtenir un diplôme de Davidson en 1973. Elle était la seule femme sur une promotion de 217 élèves. 
Début 2005, le conseil d'administration vote, par 31 voix contre 5, en faveur d'une représentation non chrétienne à hauteur de 20 %. John Belk (en), ancien maire de Charlotte et héritier du Belk Department Store (en), démissionne en signe de protestation après plus de six décennies d'affiliation. Belk a néanmoins maintenu ses liens étroits avec son alma mater et est honoré en mars 2006 lors de la célébration du dixième anniversaire de la bourse Belk.
Davidson supprime en 2007 l'obligation pour les étudiants de contracter des prêts auprès de l'université pour payer leurs frais de scolarité. Tous les besoins avérés sont couverts par des bourses, des emplois étudiants, une contribution parentale et des prêts étudiants fédéraux. L'université se présente comme la première université d'arts libéraux des États-Unis à adopter cette approche. 